# Green (álbum de Alex Sirvent)
GREEN es un álbum de estudio que contiene música incidental compuesta por Alex Sirvent exclusivamente para la telenovela Que te perdone Dios producida por Angelli Nesma para Televisa en 2015 y protagonizada por Zuria Vega y Mark Tacher. Cuenta con la colaboración de Andrea Maddalone, Stefano Medioli y Davide Falconi.

## Lista de temas
1. "Sacromonte" - 2:27
2. "Que Me Perdone Dios" - 3:10
3. "Mi Reflejo" (Andrea Maddalone) - 4:27
4. "Times of Hope" - 3:58
5. "Mi Mujer" (Instrumental Opening) - 2:26
6. "Al Borde del Precipicio" - 2:34
7. "Todo o Nada" - 2:28
8. "La Noche" (Stefano Medioli) - 3:12
9. "Destellos del Ayer" - 3:13
10. "Despertar Sin Ti" (Andrea Maddalone) - 2:37
11. "Mi Tierno Amor" (Davide Falconi)- 3:22
12. "Perdonar Es Volver a Creer" - 3:14
13. "Tierra de Gigantes" - 2:52
14. "Desenfreno" - 3:18
15. "Apocalipsis" - 3:01
16. "Cuentacuentos" (Stefano Medioli) - 3:26

## Personal
- Alex Sirvent – autor, arreglos, intérprete, producción
- Andrea Maddalone, Stefano Medioli y Davide Falconi - músicos invitados